# UTC+6
UTC+6 je vremenska zona.

## Kao standardno vreme (cele godine)
- Bangladeš
- Butan
- Kazahstan — najveći deo države (uključujući Astanu i Almati)
- Kirgistan
- Rusija — Jekaterinburško vreme (MV+2; od 2011)
  -  Baškortostan,
  -  Čeljabinska oblast,
  -  Kurganska oblast,
  -  Orenburška oblast,
  -  Permska Pokrajina,
  -  Sverdlovska oblast,
  -  Tjumenjska oblast

Zavisne teritorije:
- Britanska teritorija u Indijskom okeanu (uključujući Arhipelag Čagos i atol Dijego Garsija)

## Kao letnje ukazno vreme (leto na severnoj hemisferi)
- Pakistan